# القای حس غرق‌شدن

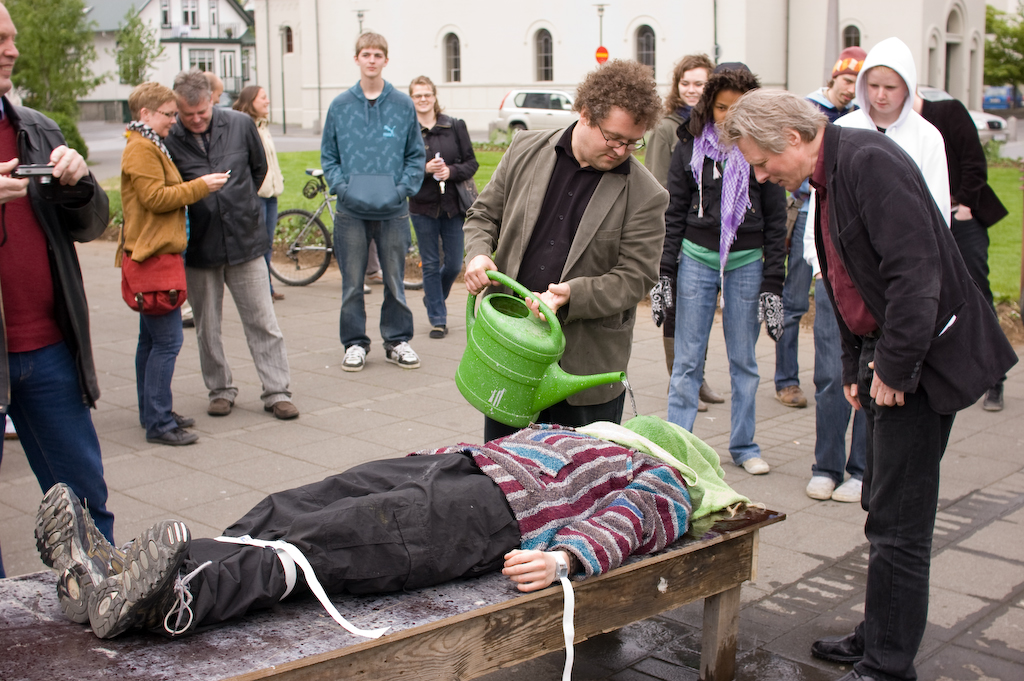
اجرای نمایشی این روش

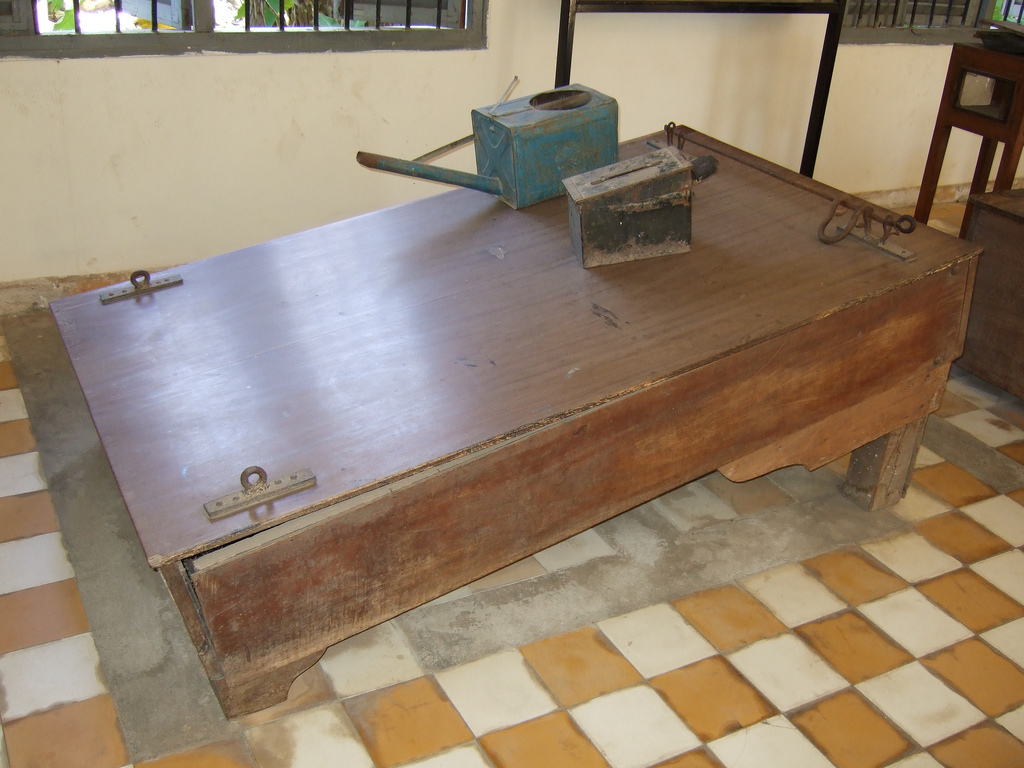
اتاق شکنجه و تخته «واتربوردینگ» در موزه نسل‌کشی سلنگ در کامبوج. القای حس خفگی با آب از روش‌های مرسوم اعتراف‌گیری خمرهای سرخ در فاصله سال‌های ۱۹۷۵ تا ۱۹۷۹ میلادی در کامبوج بود.

غرق مصنوعی (به انگلیسی: waterboarding) یا القای حس خفگی با آب، شیوه‌ای از شکنجه است که در آن بازجوها شخص بازداشتی را برهنه کرده، به یک تخته چوب می‌بندند و با قرار دادن ارتفاع سر پایین‌تر از ارتفاع پاها، پارچه‌ای بر سر و صورت فرد بازداشتی می‌بندند و با آب‌ریختن و خیس‌کردن پارچه به صورت متناوب، امکان نفس‌کشیدن فرد بازداشتی را از بین می‌برند. فرد بازداشتی با هر نفس به جای تنفس هوا، آب وارد مجاری ریه خود می‌کند اما چون سر پایین‌تر از بدن است ریه پر از آب نمی‌شود در تعدادی از فیلم‌های سینمایی این شیوه شکنجه نمایش داده شده‌است. هنوز مشخص نیست که دقیقاً در چه کشورهایی این شیوه از طریق نهادهای رسمی اجرا می‌شود.

## استفاده فرانسه
هانری الگ در کتاب خاطراتش «بازجویی» شرح می‌دهد که دهه ۵۰ میلادی زمانی که در فرانسه دستگیر شده بود، چگونه با شوک الکتریکی شکنجه شد؛ و پوست او را سوزاندند و شکنجه با آب (خفگی مصنوعی) را در مورد وی بارها آزمایش کردند او همچنین شرح می‌دهد که چندین بار به مدت طولانی از دستگاه‌های مختلف آویزانش کردند.

## استفاده سازمان سیا
خدمات ملی مخفی که مرکز ضد تروریستی سازمان اطلاعات مرکزی آمریکا است، پس از حملات ۱۱ سپتامبر با کسب نظر وزارت دادگستری آمریکا در زندان‌های مخفی سیا در خارج از خاک ایالات متحده آمریکا، برای بازجویی از مظنون به انجام اعمال تروریستی، از تکنیک‌هایی همچون واتربوردینگ، یا القای حس خفگی با آب استفاده می‌کرد. این روش‌های مرکز ضدتروریستی سیا، مدت کوتاهی پس از تصدی باراک اوباما به عنوان ریاست‌جمهوری آمریکا ممنوع اعلام شد.
بر اساس مدارک منتشر شده توسط سازمان سیا، دست‌کم سه نفر توسط بازجویان سازمان اطلاعات مرکزی آمریکا در سال ۲۰۰۲ تا ۲۰۰۳ میلادی، مورد بازجویی با استفاده از شیوه غرق مصنوعی قرار گرفته‌اند. خالد شیخ محمد ۱۸۳ مرتبه، ابو زبیده ۸۳ مرتبه و عبدالرحیم النشیری ۲ مرتبه برای اعمال واتربوردینگ به تخته بسته شده‌اند.
دونالد ترامپ، رئیس‌جمهور آمریکا در ژانویه ۲۰۱۷ گفت که به انجام شیوه‌های شکنجه مانند «القای حس غرق شدن» باور دارد.